# Château de Kagoshima
Le château de Kagoshima (鹿児島城, Kagoshima-jō) est un château japonais situé à Kagoshima.
La construction du château a été ordonnée par Shimazu Iehisa (membre de la famille Shimazu) en 1601. Ce château est parfois nommé « Tsurumaru-jō ».
Le château a été construit juste après la bataille de Sekigahara. La famille qui s'était engagée dans le clan des perdants avait perdu de l'influence face à Ieyasu Tokugawa. C'est en raison de ces tensions que le château fut érigé.
Ce château est petit et pauvrement décoré, ce qui est assez paradoxal étant donné que la famille Shimazu était la deuxième plus riche du Japon. On explique que ce dénuement avait pour but de ne pas donner de motif à Ieyasu Tokugawa d'attaquer la famille. En effet un grand château construit par une famille perdante à la bataille aurait pu paraître offensant.